# Aboeprijadi Santoso

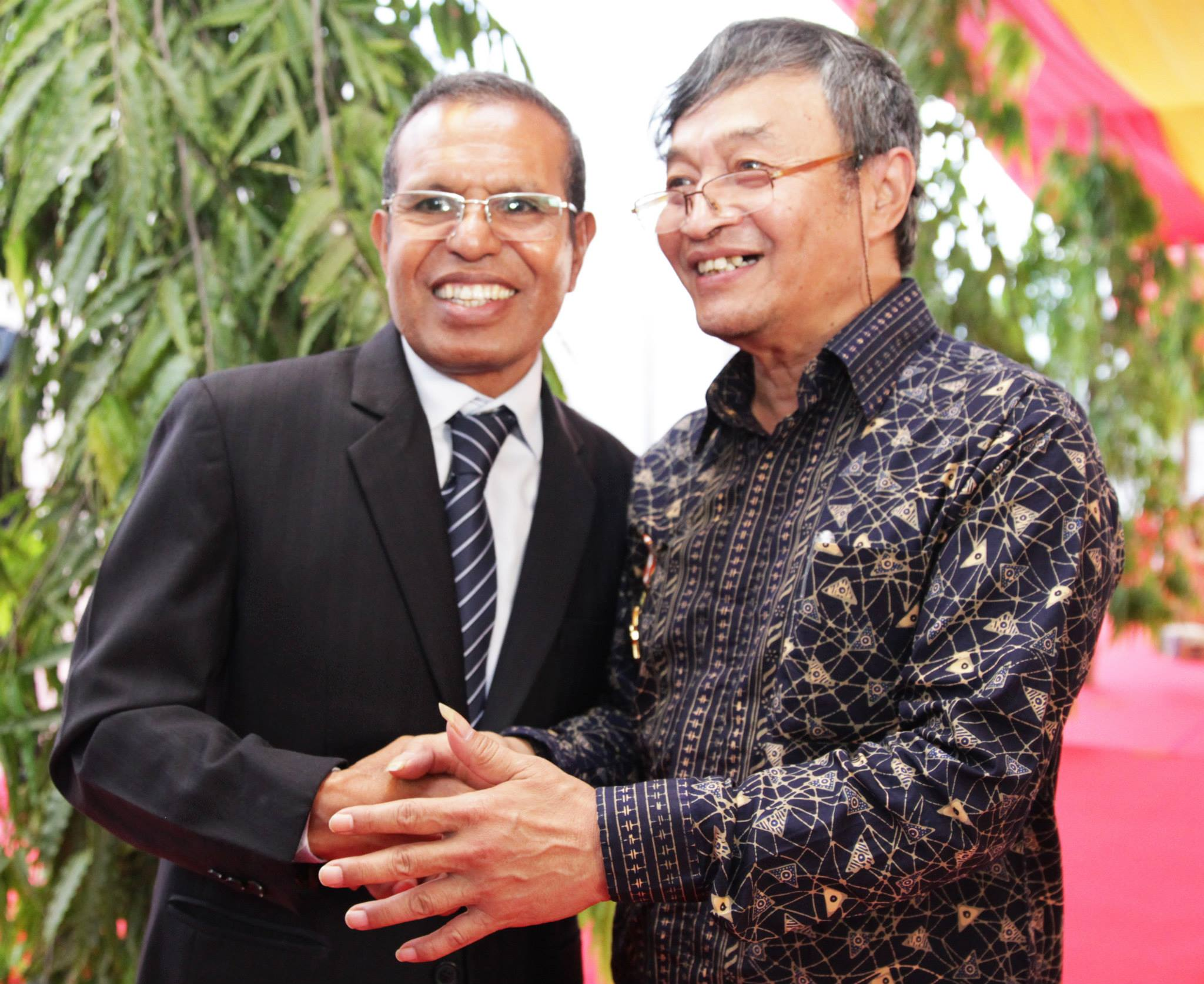
Santoso (rechts) mit Osttimors Präsidenten Taur Matan Ruak (2014)

Aboeprijadi Santoso ist ein in den Niederlanden lebender Journalist mit indonesischer Staatsbürgerschaft. In seiner Arbeit beschäftigt er sich vorwiegend mit der Menschenrechtssituation in Indonesien.
1978 traf Santoso in Paris den osttimoresischen Unabhängigkeitsaktivisten Abílio Araújo und lernte so die Hintergründe zu dem Konflikt in dem seit 1975 von Indonesien besetzten Land und die Arbeit der osttimoresischen Diaspora kennen. Als Santoso 1982 bei Radio Nederland Wereldomroep RNW anfing zu arbeiten, nutzte er dies, um osttimoresische Unabhängigkeitsführer im Exil und in Osttimor zu interviewen. 1986 hatte Santoso daher Schwierigkeiten nach Indonesien einzureisen. Es gelang ihm nur über Flughäfen und Häfen, die nicht über eine elektronische Kontrolle verfügten, wie Batam und Padang. 1993 war Santoso erstmals in Osttimor selbst. Für Berichte über das Unabhängigkeitsreferendum 1999 und der darauffolgenden Vergeltungsaktion der Indonesier besuchte Santoso Osttimor im August und September 1999 erneut.
2014 erhielt Santoso vom Präsidenten des inzwischen unabhängigen Osttimors Taur Matan Ruak die Insígnia des Ordem de Timor-Leste.